# Pyotr Latyshev
Pyotr Mikhaylovich Latyshev (em russo:  Пётр Михайлович Латышев; Khmelnytskyi, 30 de agosto de 1948 – Moscou, 2 de dezembro de 2008) foi um político russo. Foi o enviado presidencial ao Distrito Federal dos Urais, Rússia.

## Vida
Latyshev nasceu em 1948 em Proskurov (hoje Khmelnitskiy), na República Socialista Soviética da Ucrânia. Ele frequentou a Escola Superior de Polícia de Omsk do Ministério de Assuntos Internos soviético em 1970 e a Academia Omsk do Ministério de Assuntos Internos em 1980.

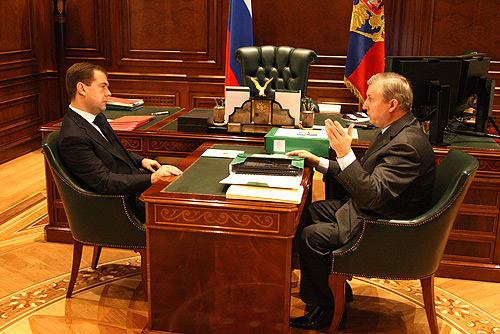
Latyshev com o Presidente Dmitry Medvedev em 30 Outubro de 2008.

Em 1980, Latyshev começou sua carreira policial como inspetor do Departamento contra a Apropriação Indevida de Propriedade Socialista ( OBKhSS), uma seção do diretório regional do Ministério do Interior para Perm. Ele também serviu como chefe de departamento assistente, chefe de departamento e chefe da Diretoria OBKhSS da diretoria regional do ministério para Perm.
De 1991 a 1994, Latyshev foi o chefe do diretório regional do Ministério do Interior para Krasnodar Krai. Ele foi vice-ministro do Interior e simultaneamente vice-presidente da Comissão Federal Anti-Terrorismo de agosto de 1994 a maio de 2000. Latyshev realizou operações de segurança no Daguestão em 1999 e teve grande sucesso em desarmar as tensões étnicas em Karachay-Cherkessia.
A principal responsabilidade de um enviado presidencial a qualquer uma das sete regiões é a garantia da autoridade presidencial naquela região. Lealdade e conhecimento da região são, portanto, os traços mais valorizados em um futuro enviado.
Latyshev morreu repentinamente em 2 de dezembro de 2008 devido a uma insuficiência cardíaca.